# Alaa Salah
Alaa Salah (àrab: آلاء صلاح, Alāʾ Ṣalāḥ) és una estudiant sudanesa i activista que va participar en les protestes anti-governamentals que van portar al derrocament d'Omar Hasán Ahmad al Bashir. Va captar l'atenció internacional a través d'una foto icònica d'ella presa per Llana Haroun que es va tornar viral a l'abril de 2019. La imatge de Salah ha estat batejada com a «Dona de blanc» o «Dama de la llibertat» del Sudan.

## Biografia
Alaa Salah va néixer a 1996 o 1997. La seva mare és dissenyadora de moda i el seu pare treballa en la indústria de la construcció. Estudia enginyeria i arquitectura a la Universitat Internacional del Sudan, a Khartum.

## Protestes al Sudan
Des de desembre de 2018, s'han produït una sèrie de protestes contra el president Omar al Bashir, exigint reformes econòmiques i la dimissió del president. Com a resultat de les protestes, al febrer de 2019 es va declarar l'estat d'emergència. Els dies 6 i 7 d'abril es van produir les majors protestes des de la declaració de l'estat d'emergència. En contínues protestes, s'ha vist a l'exèrcit protegint als manifestants de les forces de seguretat el 10 d'abril. Finalment, les protestes van portar al fet que els militars destituïssin El Bashir del poder i instal·lessin un consell de transició en el seu lloc, dirigit per Ahmed Awad Ibn Auf, però els manifestants, entre ells Salah, van afirmar que es tractava simplement d'un canvi de lideratge en el mateix règim i van exigir un consell civil de transició.

## Fotografia
Mentre continuaven les protestes, el 8 d'abril Llana Haroun va prendre la imatge d'una dona, inicialment sense nom, vestida amb un thawb blanc dempeus sobre un cotxe, que va parlar i va cantar amb altres dones a la seva al voltant durant una asseguda prop de la caserna general de l'exèrcit i el palau presidencial. La imatge va ser àmpliament compartida en xarxes socials i va atreure l'atenció dels mitjans de comunicació internacionals. Ha estat descrita com un símbol del paper crucial de les dones en l'èxit de les manifestacions, ja que la gran majoria dels manifestants, gairebé el 70 %, són dones.
La túnica blanca de Salah, un thawb tradicional sudanès, recordava la vestimenta de les dones sudaneses que protestaven contra dictadures anteriors, així com la dels estudiants manifestants als quals es deia "Kandakes" en honor de les antigues reines núbies. Les seves arrecades d'or són un abillament femení tradicional de noces. Els comentaristes ho descrigueren com «la imatge de la revolució». Hala Al-Karib, una activista sudanesa pels drets de les dones, va dir: «És un símbol de la identitat d'una dona treballadora, una dona sudanesa que és capaç de fer qualsevol cosa però que encara aprecia la seva cultura».